# Asesinato de Yara Gambirasio
Yara Gambirasio (Brembate di Sopra, Lombardia; 21 de mayo de 1997 - Chignolo d'Isola, Lombardia; 26 de noviembre de 2010) fue una joven italiana de 13 años que desapareció en noviembre de 2010. Su cuerpo fue encontrado en febrero de 2011, en Chignolo d'Isola, a 10 km de distancia de su domicilio. El cuerpo, descompuesto, presentaba múltiples cortes profundos y una gran herida en la cabeza, ninguno de los cuales era letal por sí solo, pero murió por una combinación de estas lesiones e hipotermia, al ser abandonada sangrando en una noche fría. No había signos claros de agresión sexual, pero se encontraron restos de ADN ajeno en sus mallas y ropa interior.
En agosto de 2011 no se había hecho público el informe final de la autopsia y la causa exacta de la muerte era indeterminada, pero los detalles filtrados sugerían que la muerte se produjo por un golpe en la cabeza (como contra una superficie dura o ser golpeada con una piedra), al menos seis cortes no letales e hipotermia. El funeral de Yara se celebró el 28 de mayo, presidido por el obispo de Bérgamo, Francesco Beschi. Inicialmente, un joven marroquí, Mohamed Fikri, fue detenido erróneamente debido a una mala traducción de sus palabras.
Los forenses analizaron más de 25 000 perfiles de ADN a partir de un rastro encontrado en la ropa interior y los leggings de Yara, lo que finalmente condujo a la detención de Massimo Bossetti, un trabajador de la construcción local, en junio de 2014. Su ADN coincidía con el de «Desconocido 1», el apodo dado al sospechoso. Bossetti se declaró inocente del secuestro y asesinato, alegando que su ADN estaba contaminado o había sido fabricado, pero la policía mantuvo que la muestra era de excelente calidad. A pesar de las dudas sobre las pruebas de ADN, Bossetti, albañil oriundo de Mapello, fue condenado a cadena perpetua por la Corte d'Assise de Bérgamo en julio de 2016, con el veredicto confirmado en apelación y confirmado por el Tribunal de Casación en octubre de 2018. En noviembre de 2019, los abogados de Bossetti solicitaron una revisión de las pruebas de ADN, que fue denegada en marzo de 2021 debido a la insuficiencia del ADN restante.
La búsqueda del culpable fue una de las más extensas de la historia criminal italiana. En diciembre de 2022, se inició una investigación contra Letizia Ruggeri, la investigadora principal, por acusaciones de desvío y fraude en el juicio. En 2024, la plataforma Netflix estrenó una serie documental sobre el caso.

## Hechos

### Desaparición
En la tarde del viernes 26 de noviembre de 2010, Yara Gambirasio, nacida en mayo de 1997 y residente en Brembate di Sopra, localidad y comune italiana de la provincia de Bérgamo, en la región de Lombardía, se dirigía, en torno a las 17:30 horas al polideportivo de su localidad, donde practicaba gimnasia rítmica. La circunstancia era casual, pues en ese momento no debía ir a entrenar sino a entregar a sus profesores un equipo de música para una competición programada para la semana siguiente. Según varios testimonios, la joven permaneció en el polideportivo al menos hasta las 18:40 horas, después de lo cual se pierde todo rastro. Las cámaras de vigilancia del polideportivo no funcionaban en ese momento, por lo que la policía no pudo recuperar dichas grabaciones. Entre las 18:25 y las 18:44, Yara intercambió mensajes con una de sus compañeras de gimnasia rítmica que no se encontraba en ese momento en el polideportivo. A las 18:44 horas su teléfono móvil se conectó con la antena de Ponte San Pietro en via Adamello, cinco minutos después (18:49) con la ubicada en Mapello, a tres kilómetros de Brembate di Sopra. Después de las 18:55 la señal desaparece. El teléfono móvil nunca más será encontrado, a diferencia de la tarjeta SIM.
Ante el hecho de que no llegara a casa, su familia no tardó en llamar a los Carabinieri, pero a pesar de una búsqueda en la que participaron cientos de voluntarios, su cuerpo no fue encontrado hasta el 26 de febrero de 2011 en Chignolo d'Isola, a diez kilómetros de Brembate. El cadáver fue descubierto por casualidad, cuando un hombre estaba volando un aeromodelo y la maqueta cayó cerca.

### La pista de Mohammed Fikri
El 5 de diciembre de 2010, a bordo de un barco con destino a Tánger, fue detenido Mohammed Fikri, un joven marroquí de 22 años que trabajaba en una obra de Mapello, donde los perros de la policía parecían haber detectado el último rastro de Yara. El trabajador fue investigado por la desaparición de la niña debido a una escucha telefónica en la que hablaba en árabe, que luego resultó inútil debido a una traducción incorrecta de la frase «Alá, haz que conteste [el teléfono móvil]» por «Alá perdóname, no la maté», el primer traductor parecía no discernir la diferencia entre «Yara» y «Alá» además; sin embargo, después de que otros traductores escucharan la grabación, quedó claro que el trabajador no tenía ninguna relación con el asunto y pudo demostrar que el viaje en barco que realizaba hacia Marruecos estaba planeado desde hacía tiempo. Su cargo quedará así archivado y obtendrá una indemnización de unos 9 000 euros.

### Descubrimiento del cuerpo
El descubrimiento del cuerpo de Yara fue por casualidad. El 26 de febrero de 2011, tres meses después de su desaparición, un hombre estaba probando una maqueta de un avión en un campo abierto en Chignolo d'Isola, a 10 kilómetros de Brembate di Sopra. El hombre llamó a la policía, que confirmó que se trataba efectivamente del cadáver de Yara, en estado de descomposición.
Yara apareció completamente vestida, con la misma ropa que el día de su desaparición, con los zapatos desatados y la parte superior de sus bragas cortada y dejada colgando fuera de sus mallas. En el cuerpo se encontró un traumatismo craneoencefálico, una herida profunda en el cuello y al menos seis cuchilladas. En los meses siguientes se planteó la hipótesis de que la muerte se produjo en un momento posterior al ataque, debido al frío y al debilitamiento por las heridas sangrantes, ya que ninguno de los golpes infligidos fue potencialmente mortal. No había signos de violación en el cuerpo.
El 28 de mayo tuvo lugar el funeral en el polideportivo donde entrenaba Yara, seguido por miles de personas y celebrado por el obispo de Bérgamo Francesco Beschi. Durante el funeral también se leyó un mensaje del presidente de la República Italiana, Giorgio Napolitano.

### «Desconocido 1» y detención de Massimo Bossetti
El 16 de junio de 2014 fue detenido Massimo Giuseppe Bossetti, de 44 años, albañil no condenado de Mapello, cuyo ADN nuclear coincidía con el del hombre definido como «Desconocido 1» («Ignoto 1»), hallado en el dobladillo cortado de las bragas y los leggins de Yara, que la fiscalía consideraba el único rastreable hasta el asesino. El anuncio de la detención, con un polémico mensaje en Twitter, fue realizado por el ministro del Interior, Angelino Alfano, hecho que provocó reacciones de desaprobación por parte de la Fiscalía de Bérgamo.
Se llegó a Bossetti a través de un largo recorrido, tomando muestras aleatorias a todos los hombres que vivían en la zona. De uno de ellos, frecuentador de una discoteca cercana al lugar donde se encontró el cadáver (cuyos clientes habituales también fueron sometidos a un cribado), se descubre que el haplotipo del cromosoma Y es muy similar al del ADN del «Desconocido 1». A partir de estos datos, mediante el examen de varias personas del entorno familiar, se comprobó que el perfil de esa rama genética que guarda mayor relación con el hallado en la víctima pertenece a Giuseppe Guerinoni, conductor de autobús de Gorno fallecido en 1999, identificado como padre de «Desconocido 1» y cuyo hijo natural se desconoce. Con la ayuda de las confidencias de un colega de Guerinoni sobre una relación afectiva del conductor que se remonta a muchos años atrás, mediante la búsqueda del alelo 26 en el perfil nuclear de «Desconocido 1», una variante poco frecuente en la población local, seguramente heredada de la madre ya que no está presente en el ADN de Guerinoni, se llega a Ester Arzuffi, la mujer cuyo ADN nuclear corresponde a la mitad materna del perfil de «Desconocido 1».
En un simulacro de control en carretera, se tomó el ADN de Massimo Bossetti, el único de los dos hijos de Arzuffi que vivía en la zona, mediante una prueba de alcoholemia, y se comprobó si su ADN nuclear coincidía con el encontrado en la víctima. La acusación, con la certeza virtual inherente a las pruebas genéticas, identificó a Bossetti como «Desconocido 1». Otro elemento aportado por la acusación es el hecho de que las cámaras de vigilancia de la calle del gimnasio de Yara filmaron varios tránsitos de la furgoneta de Bossetti frente al centro deportivo, además, las celdas de su teléfono móvil fueron intervenidas esa noche en una zona compatible con el gimnasio donde se encontraba Yara, y por último, como el propio Bossetti confesó posteriormente, también proporcionó una coartada falsa.
La defensa impugnó las pruebas genéticas debido a la falta de ADN mitocondrial de Bossetti en el rastro genético encontrado y examinado. Además, un ADN mitocondrial minoritario presente en la muestra 31-G20, que no pertenecía ni a la víctima ni a Bossetti, era, según la defensa, referible a otro individuo. La acusación sostuvo que dicho rastro genético podría ser la heteroplasmia de Yara, y algunos de los genetistas de la acusación afirmaron que se trataba de una secuencia parcial con un rastro electroforético que no podía interpretarse sin ambigüedades, defendiendo, sin embargo, la validez de la prueba aunque sólo se refería al ADN nuclear. Bossetti se declaró inmediatamente inocente, alegando la transferencia accidental del ADN de unas herramientas que supuestamente le habían robado, manchadas con su sangre debido a las hemorragias nasales, de las que sufría regularmente. Su esposa afirmó que Massimo estaba con ella en casa la noche de la desaparición de Yara, mientras que su hermana gemela denunció misteriosas agresiones y acusaciones infundadas por la fiscalía.

## Juicio
El 26 de febrero de 2015, la Fiscalía de Bérgamo cerró oficialmente la investigación, señalando a Massimo Giuseppe Bossetti como único acusado y solicitando su ingreso en prisión para ser juzgado. La defensa, por su parte, pidió su puesta en libertad, y después consideró la oportunidad del juicio abreviado, argumentando que el ADN mitocondrial pertenecería a otro individuo, definido por los abogados como «Desconocido 2». Además, apoyada por el criminólogo Alessandro Meluzzi, asesor de la parte, la defensa impugnó la identificación de Bossetti con «Desconocido 1» alegando que el ADN estaría contaminado, pidiendo también investigar a los titulares de los números de teléfono de la agenda del móvil de Yara, muchos de los cuales fueron escuchados por los investigadores.
Los abogados también cuestionaron la supuesta no repetibilidad de la prueba de ADN, que se llevó a cabo sin la presencia de la defensa; sin embargo, en el momento de la determinación del perfil genético de «Desconocido 1», Bossetti estaba completamente indignado y, por lo tanto, no era conocido por la policía ni siquiera estaba siendo investigado. El 27 de abril de 2015 se abrió el juicio en primer grado con la audiencia preliminar ante la GUP del Tribunal de Bérgamo, por los cargos de homicidio voluntario agravado y calumnias contra un colega. La GUP decidió la apertura del juicio ante el Tribunal de Assize para el 3 de julio de 2015. La defensa de Bossetti citó hasta 711 testigos, alegando que Yara fue intimidada o relacionando el hecho con otros delitos ocurridos en la misma zona.
El 1 de julio de 2016, el Tribunal de Primera Instancia de Bérgamo condenó a Massimo Giuseppe Bossetti a cadena perpetua por el asesinato y lo absolvió del cargo de calumnia. La defensa impugnó las pruebas genéticas debido a la falta de ADN mitocondrial de Bossetti en el rastro genético encontrado y examinado. Además, un ADN mitocondrial minoritario presente en la muestra 31-G20, que no pertenecía ni a la víctima ni a Bossetti, era, según la defensa, referible a otro individuo.
La acusación sostuvo que este rastro genético podría ser la heteroplasmia de Yara, y algunos de los genetistas de la acusación afirmaron que podría tratarse de una secuencia parcial con un rastro electroforético que no podía interpretarse sin ambigüedades, defendiendo, sin embargo, la validez de la prueba aunque sólo se refería al ADN nuclear. Bossetti se declaró inmediatamente inocente, alegando la transferencia accidental del ADN de unas herramientas que supuestamente le habían robado, manchadas con su sangre debido a las hemorragias nasales, de las que sufría regularmente.
En todas las instancias del juicio, la defensa siempre insistió en que las muestras de ADN fueron analizadas sin ningún tipo de garantías para la defensa. A los peritos de la defensa solo y exclusivamente se les permitió trabajar sobre documentos en papel, en los que pusieron de manifiesto lo que consideraban numerosas anomalías.

## La pista de las obras en construcción
En 2013, el escritor y periodista Roberto Saviano, en su libro ZeroZeroZero, declaró que creía que existían posibles vínculos entre el asesinato de Yara, las obras de construcción en la zona de Bérgamo, el crimen organizado y el tráfico de cocaína en la región, afirmando que el padre de Yara, el aparejador Fulvio Gambirasio, trabajaba en 2011 para Lopav, una empresa de construcción de Ponte San Pietro que en aquel momento dirigía Patrizio Locatelli, hijo de Pasquale Claudio Locatelli, empresario considerado implicado en el tráfico de drogas. Según Saviano, Fulvio Gambirasio había sido testigo en un juicio contra la familia Locatelli y el asesinato de su hija fue supuestamente una represalia del hampa. Esta circunstancia fue desmentida posteriormente, ya que Gambirasio, al ser interrogado por la fiscal Maria Cristina Rota, declaró que nunca había testificado contra Locatelli; por este motivo, Saviano fue acusado de difamación contra Gambirasio y Locatelli, cargo que fue desestimado posteriormente. Sin embargo, en 2016, Saviano volvió sobre el tema, declarando que le parecía inquietante que no se hubiera investigado en esa dirección, dado que Lopav tenía un contrato en la misma obra de Mapello donde los tres perros rastreadores utilizados en la investigación habían conducido a los investigadores.

## Acontecimientos posteriores
En octubre de 2019, Massimo Giuseppe Bossetti envió una carta dirigida a Vittorio Feltri, director de Libero, en la que acusaba haber sido señalado y presionado, se declaraba inocente y pedía apoyo. Tras otras intervenciones del equipo de defensa de Bossetti sobre la validez de la prueba genética, el abogado Carlo Taormina presentó también como particular (no en calidad de letrado) una petición a la fiscalía para la revisión del ADN con el fin de obtener una revisión del proceso. El Tribunal también reconoció la circunstancia agravante de crueldad y revocó la patria potestad de Bossetti sobre sus tres hijos; sin embargo, no se accedió a la petición del Ministerio Fiscal, que también había solicitado el aislamiento del acusado durante seis meses.
El tribunal ordenó indemnizar a cada uno de los padres y hermanos de Yara y a los abogados. El juicio de apelación comenzó el 30 de junio de 2017, con la defensa presentando como nueva prueba una foto de satélite, alegando que el cuerpo de la víctima habría sido trasladado y el ADN depositado mucho tiempo después del crimen, algo negado por la fiscalía y la sentencia de primera instancia. El 17 de julio de 2017, el Tribunal de Apelación de Brescia confirmaba la sentencia de primera instancia, declarando a Bossetti culpable y condenándolo a cadena perpetua. El 12 de octubre de 2018, el Tribunal Supremo de Casación también daba por confirmada la condena de Bossetti a cadena perpetua. En todas las instancias del juicio, la defensa siempre ha insistido en que las muestras de ADN fueron analizadas sin ningún tipo de garantías para la defensa. A los peritos de la defensa solo y exclusivamente se les permitió trabajar sobre documentos en papel, en los que pusieron de manifiesto lo que consideraban numerosas anomalías.
El traslado, que duró 12 días con calentamiento de las muestras, que se conservaban a -80 °C, según los defensores de Bossetti alteró el ADN haciendo imposible cualquier intento de análisis posterior.
El 19 de mayo de 2023, la Sección Primera del Tribunal de Casación estimó el recurso de la defensa de Massimo Bossetti con remisión para un nuevo examen ante el Tribunal de Assises de Bérgamo, anulando el auto de 21 de noviembre de 2022 del mismo Tribunal, que había denegado a la defensa de Bossetti el derecho a acceder a las pruebas incautadas para llevar a cabo investigaciones defensivas, con vistas a la posible revisión del juicio. En noviembre de 2023, sus abogados recurrieron para que se les permitiera analizar todas las pruebas y no solo «verlas». Se remitieron a la sentencia de 2019, que daba cabida a todo tipo de análisis y examen en profundidad. El 16 de febrero de 2024, el Tribunal Supremo de Casación declaraba inadmisible el análisis de las pruebas.
El 13 de mayo de 2024, el Tribunal Supremo rechaza la solicitud de un nuevo análisis de las pruebas, al tiempo que sigue permitiendo únicamente a la defensa ver las pruebas.